# Matayba
Pour les articles homonymes, voir Matayba.
Genre
Synonymes
Selon GBIF (7 juin 2024)
- Ephielis Schreb.
- Ernstingia Scop.
- Gelonium Gaertn.
- Lamprospermum Klotzsch
- Monopteris Klotzsch
- Ratonia DC.

Matayba est un genre de plantes à fleurs néotropicale, appartenant à la famille des Sapindaceae, comptant 54 à 69 espèces, et dont l'espèce type est Matayba guianensis Aubl..

## Description
Matayba regroupe des arbres grands ou petits.
Les feuilles sont composées pennées avec une foliole distale rudimentaire 
Les stipules sont absentes.
Le rachis est cylindrique ou angulaire.
Les folioles sont entières, alternes ou opposées.
Les pétiolules sont généralement courts et non élargis.
Les inflorescences sont axillaires, panicules terminales ou thyrses, avec des fleurs produites en dichasie, monochasie, cincinni, ou cymes congestionnées.
Les fleurs sont 5-mères, actinomorphes, bisexuées ou unisexuées (plante polygame-dioïque). Sépales courts (< 2 mm de long), valvés, généralement tomenteux.
Les pétales sont aussi longs que les sépales ou plus longs, avec une paire d'appendices marginaux tomenteux.
Le disque est annulaire, généralement lobé.
On compte (4-)8 étamines, exsertes à filets de longueur égale, tomenteux et filiformes, et avec les anthères dorsifixes, ovoïdes ou ovales à apex retus.
L'ovaire est à 3 carpelles, chaque carpelle contenant un seul ovule.
Les fruits sont des capsules loculicides à 2 ou 3 loges, ligneuses ou coriaces.
La graine est presque globuleuse ou ellipsoïde.
L'embryon est à cotylédons droits,.

## Répartition
Matayba est un genre néotropical.

## Liste des espèces
Selon GBIF (31 mai 2024) :
- Matayba adenanthera Radlk.
- Matayba apetala (Griseb.) Radlk.
- Matayba arborescens (Aubl.) Radlk.
- Matayba atropurpurea (Radlk.) Radlk.
- Matayba ayangannensis Acev.-Rodr.
- Matayba belenensis Berry, 1929
- Matayba boliviana Radlk.
- Matayba camptoneura Radlk.
- Matayba clavelligera Radlk.
- Matayba cristae Reitz
- Matayba discolor Radlk.
- Matayba domingensis (DC.) Radlk.
- Matayba elaeagnoides Radlk.
- Matayba elegans Radlk.
- Matayba emarginata Radlk.
- Matayba floribunda Radlk.
- Matayba glaberrima Radlk.
- Matayba grandis Radlk.
- Matayba guianensis Aubl.
- Matayba heterophylla (Mart.) Radlk.
- Matayba inelegans Spruce ex Radlk.
- Matayba ingifolia Standl.
- Matayba intermedia Radlk.
- Matayba juglandifolia (Cambess.) Radlk.
- Matayba kavanayena (Steyerm.) Steyerm.
- Matayba kennedyae Croat
- Matayba kennedyi Croat
- Matayba laevigata (Miq.) Radlk.
- Matayba leucodictya Radlk.
- Matayba livescens (Radlk.) R.L.G.Coelho, V.C.Souza &
- Matayba longipes Radlk.
- Matayba macrocarpa Gereau
- Matayba marginata Radlk.
- Matayba melchioriana Herter
- Matayba mexicana (Turcz.) Radlk.
- Matayba mollis Radlk.
- Matayba obovata R.L.G.Coelho, V.C.Souza & Ferrucci
- Matayba opaca Radlk.
- Matayba oppositifolia (A.Rich.) Britton
- Matayba pallens Radlk.
- Matayba paucijuga Radlk.
- Matayba peruviana Radlk.
- Matayba ptariana Steyerm.
- Matayba punctata (Cambess.) Radlk.
- Matayba purgans (Poepp.) Radlk.
- Matayba robusta Radlk.
- Matayba scrobiculata (Kunth) Radlk.
- Matayba spruceana (Benth.) Radlk.
- Matayba stenodictya Radlk.
- Matayba sylvatica (Casar.) Radlk.
- Matayba talisioides Radlk.
- Matayba venezuelara Steyerm.
- Matayba verapazensis (Lundell) Lundell
- Matayba yutajensis Steyerm.
- Ratonia cordieri F.Muell.

Selon Tropicos (31 mai 2024) (Attention liste brute contenant possiblement des synonymes) :
- Matayba adenanthera Radlk. 1900
- Matayba affinis Steyerm. 1988
- Matayba apetala Radlk. 1879/1880
- Matayba arborescens (Aubl.) Radlk. 1879
- Matayba atropurpurea Radlk. 1900
- Matayba ayangannensis Acev.-Rodr. 2011
- Matayba boliviana Radlk. 1898
- Matayba camptoneura Radlk. 1879
- Matayba chimantensis Steyerm. & Maguire 1967
- Matayba clavelligera Radlk. 1902
- Matayba cristae Reitz 1980
- Matayba denticulata Radlk. 1927
- Matayba discolor Radlk. 1879
- Matayba domingensis (DC.) Radlk. 1879
- Matayba elaeagnoides Radlk. 1879
- Matayba elegans Radlk. 1879
- Matayba emarginata Radlk.
- Matayba fallax Radlk. 1900
- Matayba floribunda Radlk. 1879
- Matayba glaberrima Radlk. 1879
- Matayba grandis Radlk. 1879
- Matayba guianensis Aubl. 1775
- Matayba heterophylla (Mart.) Radlk. 1879
- Matayba inelegans Spruce ex Radlk. 1879
- Matayba ingifolia Standl. 1929
- Matayba intermedia Radlk. 1900
- Matayba jauaensis Steyerm. 1976
- Matayba juglandifolia Radlk. 1879
- Matayba kavanayena (Steyerm.) Steyerm. 1966
- Matayba kennedyae Croat 1976 [1977]
- Matayba laevigata Radlk. 1879
- Matayba leucodictya Radlk. 1900
- Matayba livida Radlk. 1921
- Matayba longipes Radlk. 1879
- Matayba macrocarpa Gereau 1990
- Matayba macrolepis Radlk. 1900
- Matayba macrophylla I. Hinojosa 1993
- Matayba macrostylis Radlk. 1879
- Matayba marginata Radlk. 1879
- Matayba mexicana (Turcz.) Radlk. 1879
- Matayba miquelii Uittien 1937
- Matayba mollis Radlk. 1879
- Matayba obovata R. Coelho, V.C. Souza & Ferrucci 2012
- Matayba oligandra Sandwith 1935
- Matayba opaca Radlk. 1879
- Matayba oppositifolia (A. Rich.) Britton 1924
- Matayba pallens Radlk. 1900
- Matayba paucijuga Radlk. 1879
- Matayba peruviana Radlk. 1879
- Matayba ptariana Steyerm. 1952
- Matayba punctata Radlk. 1879
- Matayba purgans (Poepp.) Radlk. 1879
- Matayba reducta Steyerm. 1952
- Matayba retusa Lundell 1941
- Matayba robusta Radlk. 1879
- Matayba rusbyana Radlk.
- Matayba scrobiculata Radlk. 1879
- Matayba sororopaniana Steyerm. 1952
- Matayba sp. 1  2015
- Matayba spondioides Standl. 1927
- Matayba spruceana (Hook.) Radlk. 1879
- Matayba steinbachii Melch. 1928
- Matayba stenodictya Radlk. 1900
- Matayba sylvatica (Casar.) Radlk. 1879
- Matayba talisioides Radlk. 1900
- Matayba tovarensis Radlk. 1879
- Matayba venezuelana Steyerm. 1952
- Matayba verapazensis (Lundell) Lundell 1976
- Matayba yutajensis Steyerm. 1988

## Histoire naturelle

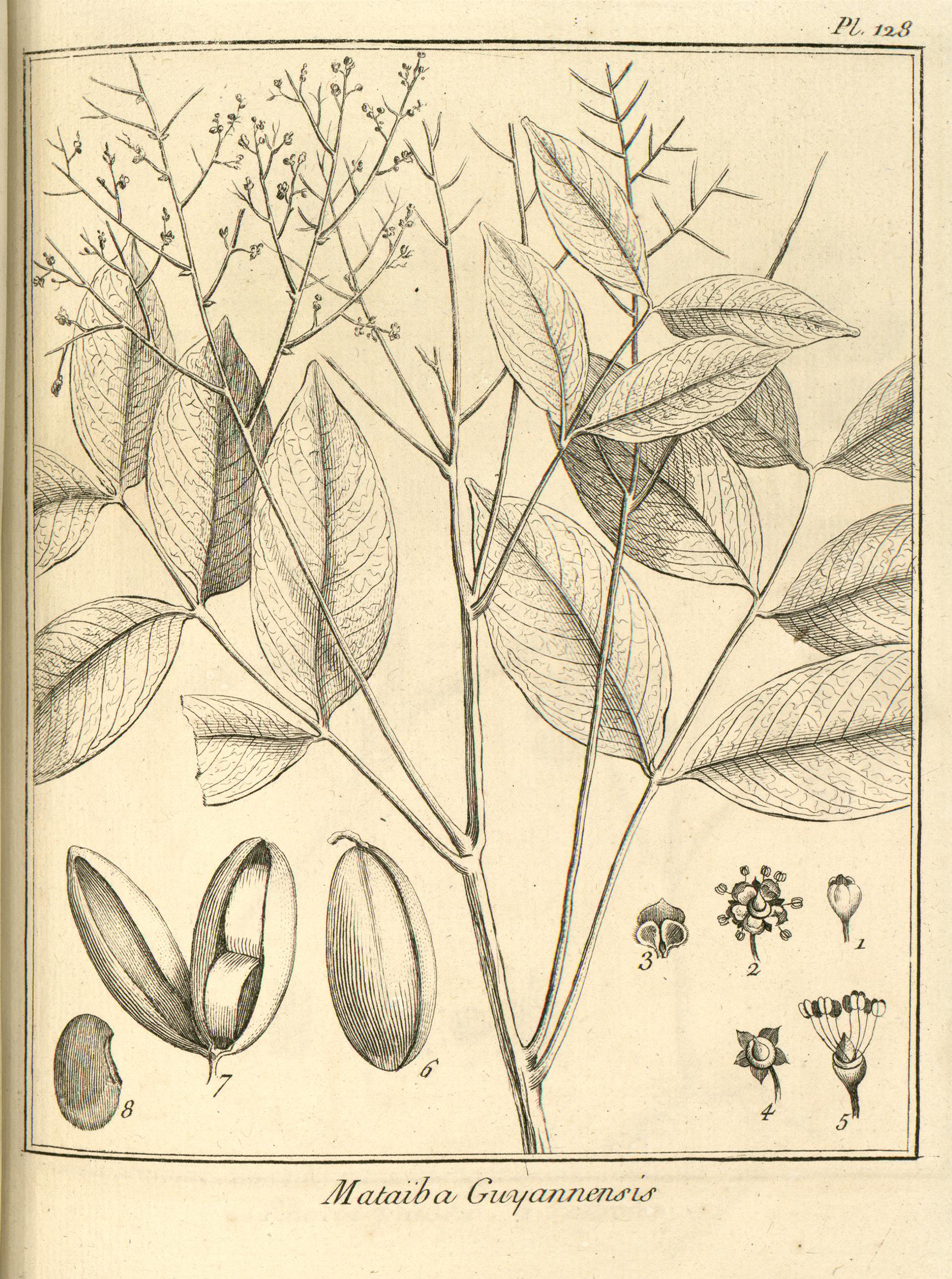
Matayba guianensis Aublet, Planche 128 accompagnant la description du genre Matayba par Aublet (1775) Explication de la Planche cent vingt-huitième. - 1. Fleur fermée. - 2. Fleur ouverte. - 3. Pétale. - 4. Calice. Diſque. Piſtil - 5. Calice coupe en travers. Piſtil. Étamines. - 6. Capſule. - 7. Capſule ouverte en deux valves. fèves. - 8. fèves.

En 1775, le botaniste Aublet propose la diagnose suivante : 

« MATAYBA. (Tabula 128.) 
CAL. Perianth i um monophyllum, maximum, quinquepartitum ; laciniis ſubrotundis, acutis.
COR. Petala quinque, alba, ſubrotunda, emarginata : petalum quodlibet continet foliola duo minora, villoſa, alba, propè unguem pofita & adnata, calicis diſco inferta.
STAM. Filamenta odo, corolla longiora, diſco inſerta, infrà petala. Antheræ tetragonæ, biloculares.
PIST. Germen ovatum, diſco ad baſim cindum. Stylus nullus. Stigma obtuſum.
PER. Capsula ſubviridis, ovato-oblonga, compreſſa, utrinquè ſulco notata ab apice ad bafim, unilocularis, bivalvis.
SEM. duo reniformia. »

— Fusée-Aublet, 1775.